# Стюарт Бінгем
Стюарт Бінгем (англ. Stuart Bingham; нар. 21 травня 1976 року) — англійський професійний гравець у снукер, чемпіон світу 2015 року.

## Коротка біографія
Ще 20-річним аматором, Стюарт Бінгем виграв у 1996 році чемпіонат світу з снукеру IBSF. У перші роки його професійної кар’єри він не мав постійних успіхів. Лише у віці 35 років він виграв свій перший рейтинговий титул на Australian Goldfields Open 2011, що допомогло йому вперше увійти до топ-16 у світового рейтингу.
У віці 38 років Бінгем виграв чемпіонат світу 2015 року, обігравши у фіналі Шона Мерфі 18–15 і став найстаршим в історії снукеру серед тих, хто вперше здобув титул чемпіона світу. Стюарт також став другим після Кена Догерті, хто виграв світові титули як на аматорському, так і на професійному рівні.
Він виграв свій другий титул Потрійної Корони на Мастерсі 2020 року, перемігши Алі Картера з рахунком 10–8 у фіналі і у віці 43 років та 243 днів він замінив Рея Ріардона як найстаршого чемпіона Мастерса.
Стюарт Бінгем є плідним брейкбілдером і за свою кар'єру зробив більше 500 сенчурі-брейків, серед яких 8 стали максимальними (147 очок). Це четвертий результат після Ронні О'Саллівана (15), Джона Гіггінса (12) та Стівена Хендрі (11).

## Віхи кар'єри
2000 рік. Дебютує на чемпіонаті світу і перемагає Стівена Хендрі з рахунком 10-7.
2005 рік. Досягає чвертьфіналу чемпіонату Великої Британії, перемігши на цьому шляху Метью Стівенса з рахунком 9-3.
2011 рік. Виграє свій перший рейтинговий титул, обігравши Марка Вільямса 9-8 у фіналі Australian Open.
2012 рік. Переміг у Прем'єр-лізі, в фіналі розгромивши Джадда Трампа 7-2.
2013 рік. Досягає першого чвертьфіналу в Crucible, перш ніж програти Ронні О’Саллівану.
2014 рік. Виграє свій другий рейтинговий титул, перемігши Марка Аллена з рахунком 10-3 у фіналі Shanghai Masters.
2015 рік. Насолоджується найкращим моментом у кар’єрі, вигравши чемпіонат світу.
2017 рік. Здобуває титул Welsh Open, перемігши у фіналі Джадда Трампа 9-8.
2018 рік. Виграє свій п’ятий рейтинговий титул на English Open, обігравши Марка Девіса 9-7. Досягає півфіналу чемпіонату Великої Британії.
2019 рік. Шостий рейтинговий титул здобув на Gibraltar Open, коли він обіграв Раяна Дея 4-1.  Робить два максимальні брейки на China Open та Northern Ireland Open.
2020 рік. Виграє свій другий титул Потрійної Корони на Masters, обігравши Алі Картера з рахунком 10-8 в чудовому фіналі і здобуває головний приз у розмірі 250 000 фунтів стерлінгів.
2021 рік. Досягає півфіналу чемпіонату світу, де програє в напруженому матчі проти Марка Селбі 15-17.

## Особисте життя
Стюарт Бінгем одружився з Мішель Шабі в 2013 році. У пари є син Ше (2011 р.н.) і донька Марні Роуз (2017 р.н.).
Крім того в Мішель є ще одна донька Мішель Теган (2003 р.н.) від першого шлюбу.
Колись Бінгем був захопленим гольфістом-аматором, але вирішив менше грати в гольф, щоб зосередитись на снукері.
Стюарт є прихильником англійської футбольної команди «Вест Гем Юнайтед».